# Berło jagiellońskie
Berło jagiellońskie – berło prywatne wykonane w XVI wieku, prawdopodobnie własność Zygmunta I Starego lub jego syna Zygmunta II Augusta. Przechowywane obecnie w klasztorze paulinów na Jasnej Górze w Częstochowie
Nie są znane losy tego przedmiotu. Berło w 1937 roku podarował paulinom z Jasnej Góry jako wotum hrabia Jerzy Uznański z Szaflar.
Berło jagiellońskie wykonane jest ze złota i kryształu górskiego. Stylizowane na kształt gałęzi okalanej liśćmi akantu, z kryształowym kwiatonem w formie tulipana i nodusem pośrodku. Napisy na większych metalowych częściach berła brzmią SIGISMUNDUS AUG[USTUS] DEI GRA[TIA] oraz na drugiej części REX POL[ONIAE] M[AGNUS] D[UX] RUS[SIAE] LIT[UANIE] PRUS[IAE].

## Kontrowersje
Istnieją przypuszczenia, że berło jagiellońskie może być falsyfikatem. Nie przeprowadzono jednak jak dotąd szczegółowych badań, które mogłyby udowodnić tę tezę.

## Literatura
- Jerzy Lileyko. Regalia Polskie. Warszawa 1987. ISBN 83-03-02021-8
- Michał Rożek. Polskie koronacje i korony. Kraków 1987. ISBN 83-03-01914-7